# Campeonato Sudamericano Sub-20 de 1992
El Campeonato Sudamericano Sub-20 de 1992, se llevó a cabo en Colombia, entre el 10 y el 30 de agosto de ese año en la ciudad de Medellín. El equipo de Argentina fue impedido de participar por la FIFA como castigo por su comportamiento en el mundial de la categoría del año 1991, mientras que Venezuela se ausentó por recibir una sanción de la FIFA por falsificación de datos en seis jugadores.

## Equipos participantes
| Equipos participantes | Equipos participantes | Equipos participantes | Equipos participantes |
| --------------------- | --------------------- | --------------------- | --------------------- |
| Bolivia               | Brasil                | Colombia              | Chile                 |
| Ecuador               | Paraguay              | Perú                  | Uruguay               |

## Fechas y Resultados

### Grupo A
| Equipo   | Pts. | PJ | PG | PE | PP | GF | GC | Dif |
| -------- | ---- | -- | -- | -- | -- | -- | -- | --- |
| Colombia | 5    | 3  | 2  | 1  | 0  | 4  | 1  | 3   |
| Uruguay  | 5    | 3  | 2  | 1  | 0  | 4  | 1  | 3   |
| Chile    | 2    | 3  | 1  | 0  | 2  | 2  | 2  | 0   |
| Perú     | 0    | 3  | 0  | 0  | 3  | 2  | 8  | -6  |

| 16 de agosto de 1992, | Colombia | 3:1 | Perú | Estadio Atanasio Girardot, Medellín |  |
|                       |          |     |      | Árbitro(s): Renato Marsiglia ( Brasil ) Juez Linea = Pablo Peña Duran ( Bolivia ) Juez Línea = Oscar Velásquez Alvarenga ( Paraguay ) = COLOMBIA: Daniel Velez; Cesar Jaramillo, Juan Carlos Quintero(17-31), Wilmer Ortegon(c), Jersson Gonzalez; John Mario Garcia, Nixon Perea, Oscar Restrepo; Frankie Oviedo ( Francisco Mosquera ), Leonardo Fabio Moreno, Wilmar Moreno Cardona(88); D.T. CARLOS ALBERTO RESTREPO. = PERU: Frank Villanueva; Nolberto Solano(C), Oswaldo Arizaga( Miguel Fernandini ), Marco Okuman, Carlos Vasquez; Jorge Meneses, Jean Ferrari, Christian Timoran( Jhonny Vidales ); Manuel Davila(7), Paolo Maldonado, David Chevez; D.T. ROBERTO DRAGO. |  |

| 17 de agosto de 1992, | Uruguay | 1:0 | Chile | Estadio Atanasio Girardot, Medellín |  |
|                       |         |     |       | Árbitro(s): Claudio Vinicius Cerdeira ( Brasil ) Juez Linea = Alfredo Rodas Iñiguez ( Ecuador ) Juez Línea = Oscar Velásquez Alvarenga ( Paraguay ) = URUGUAY: Sergio Martinez Aguirre; Nelson Olveira, Alejandro Traversa(15), Diego Lopez Breijo, Tabare Abayda; Edgardo Adinolfi, Sergio Sena( Marcelo Dapueto ), Alejandro Marquez; Rodrigo Lemos; Fernando Correa Ayala, Diego Perez Campos(c)( Nestor Correa )(EXPULSADO); D.T. ANGEL CASTELNOBLE. = CHILE: Alexander Whiteley; Francisco Rojas Rojas, Freddy Ferragut, Daniel Veliz, Milton Flores; Maximiliano Muller, Ricardo Rojas Trujillo, Ricardo Lyon( Juan Silva ); Renato Garrido( Sergio Vargas Buscalia ), Elias Escalona, Marcelo Salas; D.T. LEONARDO VELIZ. |  |

| 20 de agosto de 1992, | Uruguay | 3:1 | Perú | Estadio Atanasio Girardot, Medellín |  |
|                       |         |     |      | Árbitro(s): ?                       |  |

| 20 de agosto de 1992, | Colombia | 1:0 | Chile | Estadio Atanasio Girardot, Medellín |  |
|                       |          |     |       | Árbitro(s): ?                       |  |

| 22 de agosto de 1992, | Chile | 2:0 | Perú | Estadio Atanasio Girardot, Medellín |  |
|                       |       |     |      | Árbitro(s): ?                       |  |

| 22 de agosto de 1992, | Colombia | 0:0 | Uruguay | Estadio Atanasio Girardot, Medellín |  |
|                       |          |     |         | Árbitro(s): ?                       |  |

### Grupo B
| Equipo   | Pts. | PJ | PG | PE | PP | GF | GC | Dif |
| -------- | ---- | -- | -- | -- | -- | -- | -- | --- |
| Brasil   | 6    | 3  | 3  | 0  | 0  | 4  | 0  | 4   |
| Ecuador  | 3    | 3  | 1  | 1  | 1  | 5  | 4  | 1   |
| Paraguay | 3    | 3  | 1  | 1  | 1  | 3  | 2  | 1   |
| Bolivia  | 0    | 3  | 0  | 0  | 3  | 1  | 7  | -6  |

| 17 de agosto de 1992, | Paraguay | 1:1 | Ecuador | Estadio Atanasio Girardot, Medellín |  |
|                       |          |     |         | Árbitro(s): ?                       |  |

| 18 de agosto de 1992, | Brasil | 1:0 | Bolivia | Estadio Atanasio Girardot, Medellín |  |
|                       |        |     |         | Árbitro(s): ?                       |  |

| 21 de agosto de 1992, | Paraguay | 2:0 | Bolivia | Estadio Atanasio Girardot, Medellín |  |
|                       |          |     |         | Árbitro(s): ?                       |  |

| 21 de agosto de 1992, | Brasil | 2:0 | Ecuador | Estadio Atanasio Girardot, Medellín |  |
|                       |        |     |         | Árbitro(s): ?                       |  |

| 23 de agosto de 1992, | Ecuador | 4:1 | Bolivia | Estadio Atanasio Girardot, Medellín |  |
|                       |         |     |         | Árbitro(s): ?                       |  |

| 23 de agosto de 1992, | Brasil | 1:0 | Paraguay | Estadio Atanasio Girardot, Medellín |  |
|                       |        |     |          | Árbitro(s): ?                       |  |

### Fase Final
| Equipo   | Pts. | PJ | PG | PE | PP | GF | GC | Dif |
| -------- | ---- | -- | -- | -- | -- | -- | -- | --- |
| Brasil   | 5    | 3  | 2  | 1  | 0  | 3  | 0  | 3   |
| Uruguay  | 4    | 3  | 1  | 2  | 0  | 3  | 1  | 2   |
| Colombia | 2    | 3  | 0  | 2  | 1  | 0  | 1  | -1  |
| Ecuador  | 1    | 3  | 0  | 1  | 2  | 1  | 5  | -4  |

| 26 de agosto de 1992, | Colombia | 0:0 | Ecuador | Estadio Atanasio Girardot, Medellín                                    |  |
|                       |          |     |         | Asistencia: 19,000 espectadores Árbitro(s): Oscar Velásquez (Paraguay) |  |

| 26 de agosto de 1992, | Brasil | 0:0 | Uruguay | Estadio Atanasio Girardot, Medellín                               |  |
|                       |        |     |         | Asistencia: 19,000 espectadores Árbitro(s): Iván Guerrero (Chile) |  |

| 28 de agosto de 1992, | Brasil | 2:0 | Ecuador | Estadio Atanasio Girardot, Medellín                              |  |
|                       |        |     |         | Asistencia: 10,000 espectadores Árbitro(s): Pablo Peña (Bolivia) |  |

| 28 de agosto de 1992, | Colombia | 0:0 | Uruguay | Estadio Atanasio Girardot, Medellín                               |  |
|                       |          |     |         | Asistencia: 10,000 espectadores Árbitro(s): Alberto Tejada (Perú) |  |

| 30 de agosto de 1992, | Colombia | 0:1 | Brasil | Estadio Atanasio Girardot, Medellín                                |  |
|                       |          |     |        | Asistencia: 15,000 espectadores Árbitro(s): Oscar Vélez (Paraguay) |  |

| 30 de agosto de 1992, | Uruguay | 3:1 | Ecuador | Estadio Atanasio Girardot, Medellín           |  |
|                       |         |     |         | Asistencia: 12,000 espectadores Árbitro(s): ? |  |

| Brasil         |
| Campeón Brasil |
| 6.º título     |

## Clasificados alMundial Sub-20 Australia 1993
| Brasil | Uruguay | Colombia |
| ------ | ------- | -------- |